# Славянка (Лужский район)
Славянка — деревня в Осьминском сельском поселении Лужского района Ленинградской области.

## История
Впервые упоминается в писцовых книгах Шелонской пятины 1498 года, как деревня Славенка на озере Галагинка в Сумерском погосте Новгородского уезда.
Деревня Славянка на озере Галагинка обозначена на карте Санкт-Петербургской губернии Ф. Ф. Шуберта 1834 года.

СЛАВЕНКА — деревня принадлежит её величеству, число жителей по ревизии: 76 м. п., 68 ж. п. (1838 год)

Деревня Славянка отмечена на карте профессора С. С. Куторги 1852 года.

СЛАВЯНКА — деревня Гдовского её величества имения, по просёлочной дороге, число дворов — 20, число душ — 66 м. п. (1856 год)

СЛАВЕНКА (СЛАВЯНКА) — деревня удельная при озере безымянном, число дворов — 25, число жителей: 71 м. п., 64 ж. п. (1862 год)

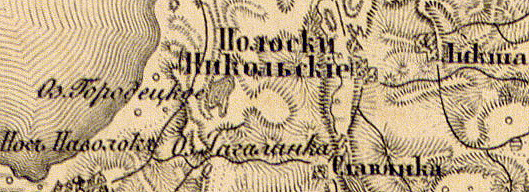
Деревня Славянка на карте 1863 года

В XIX — начале XX века деревня административно относилась к Осьминской волости 2-го земского участка 1-го стана Гдовского уезда Санкт-Петербургской губернии.
По данным «Памятной книжки Санкт-Петербургской губернии» за 1905 год деревня Славянка образовывала Славянское сельское общество.
С 1917 по 1919 год деревня Славянка входила в состав Осьминской волости Гдовского уезда.
С 1920 года, в составе Самровской волости.
С 1922 года, в составе Славянского сельсовета Осьминской волости Кингисеппского уезда.
С 1924 года, в составе Задейшинского сельсовета.
С 1925 года, в составе Серебрянского сельсовета.

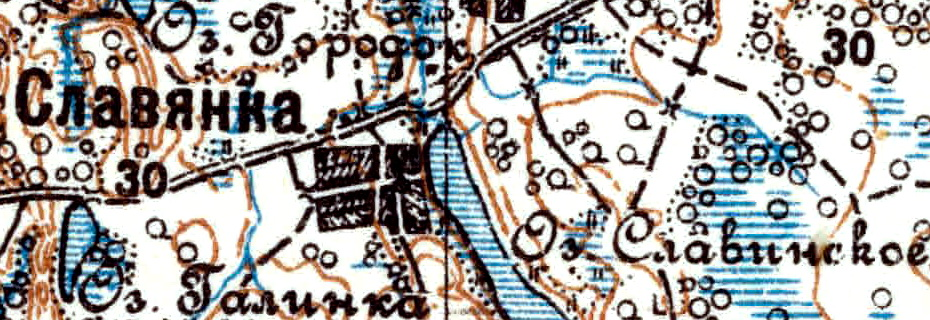
Деревня Славянка карте 1926 года

Согласно топографической карте 1926 года деревня насчитывала 30 крестьянских дворов, в центре деревни находилась часовня.
С 1927 года, в составе Осьминского района.
С 1928 года, в составе Самровского сельсовета. В 1928 году население деревни Славянка составляло 175 человек.
По данным 1933 года деревня Славянка входила в состав Самровского сельсовета Осьминского района.
C 1 августа 1941 года по 31 января 1944 года деревня находилась в оккупации.
С 1950 года, вновь в составе Задейшинского сельсовета.
С 1961 года, в составе Рельского сельсовета Сланцевского района.
С 1963 года, в составе Лужского района.
В 1965 году население деревни Славянка составляло 35 человек.
По данным 1966, 1973 и 1990 годов деревня Славянка также входила в состав Рельского сельсовета.
По данным 1997 года в деревне Славянка Рельской волости проживали 30 человек, в 2002 году — 46 человек (все русские).
В 2007 году в деревне Славянка Осьминского СП проживали 20 человек.

## География
Деревня расположена в западной части района на автодороге 41К-020 (Сижно — Осьмино).
Расстояние до административного центра поселения — 16 км.
Расстояние до ближайшей железнодорожной станции Молосковицы — 85 км.
Деревня находится на западном берегу реки озера Славянка.

## Демография
| 1838 | 1862 | 1928 | 1965 | 1997 | 2007 | 2010 |
| ---- | ---- | ---- | ---- | ---- | ---- | ---- |
| 144  | ↘135 | ↗175 | ↘35  | ↘30  | ↘20  | →20  |
| 2017 |      |      |      |      |      |      |
| ↘16  |      |      |      |      |      |      |

## Достопримечательности
Деревянная часовня во имя Святого Николая Чудотворца, постройки второй половины XIX века.

## Улицы
Дачная.